# روبي كارول
روبي كارول (بالإنجليزية: Robbie Carroll)‏ (15 فبراير 1968 في المملكة المتحدة - ) هو لاعب كرة قدم بريطاني في مركزي الهجوم وجناح. لعب مع نادي برينتفورد ونادي كرولي تاون ويوفل تاون ونادي وكينغ ونادي سالزبري سيتي وBasingstoke Town F.C. ‏ ونادي وورثينغ وBashley F.C. ‏ ونادي فارم تاون وGosport Borough F.C. ‏.